# HMS Unruly (P49)

Схематичне зображення конструкції британського підводного човна типу «U», третьої серії

| «Анрулі»                                                                   | «Анрулі» | «Анрулі» |
| -------------------------------------------------------------------------- | --- | --- |
| HMS Unruly (P49)                                                           | | |
|                                                                            | | |
| ПЧ «Анрулі» повертається після бойового походу на базу Алжир. Квітень 1943 | | |
| Верф                                                                       | Vickers-Armstrongs, Барроу-ін-Фернесс                                                                       | Vickers-Armstrongs, Барроу-ін-Фернесс                                                                       |
| Під прапором                                                               | Велика Британія                                                                                             | Велика Британія                                                                                             |
| Належність                                                                 | Військово-морські сили Великої Британії                                                                     | Військово-морські сили Великої Британії                                                                     |
| Порт приписки                                                              | Голі-Лох, Лервік, Мальта, Бейрут                                                                            | Голі-Лох, Лервік, Мальта, Бейрут                                                                            |
| На честь                                                                   | [ Прим. 1 ]                                                                                                 | [ Прим. 1 ]                                                                                                 |
| Замовлення                                                                 | 23 серпня 1940                                                                                              | 23 серпня 1940                                                                                              |
| Закладений                                                                 | 19 листопада 1941                                                                                           | 19 листопада 1941                                                                                           |
| Спуск на воду                                                              | 28 липня 1942                                                                                               | 28 липня 1942                                                                                               |
| Введений до складу флоту                                                   | 3 листопада 1942                                                                                            | 3 листопада 1942                                                                                            |
| На службі                                                                  | 1942-1945                                                                                                   | 1942-1945                                                                                                   |
| Сучасний статус                                                            | У лютому 1946 року розібраний на брухт                                                                      | У лютому 1946 року розібраний на брухт                                                                      |
| Бойовий досвід                                                             | Друга світова війна Кампанія в Арктиці Битва на Середземному морі * Сицилійська операція Битва за Атлантику | Друга світова війна Кампанія в Арктиці Битва на Середземному морі * Сицилійська операція Битва за Атлантику |
| Нагороди                                                                   | 4 бойових відзнаки                                                                                          | 4 бойових відзнаки                                                                                          |
| Проєкт                                                                     | | |
| Класифікація ПЧ                                                            | малий підводний човен                                                                                       | малий підводний човен                                                                                       |
| Тип ПЧ                                                                     | Підводні човни типу «U»                                                                                     | Підводні човни типу «U»                                                                                     |
| Основні характеристики                                                     | | |
| Швидкість (надводна)                                                       | 12,75 вузла (23,61 км/год)                                                                                  | 12,75 вузла (23,61 км/год)                                                                                  |
| Швидкість (підводна)                                                       | 9 вузлів (17 км/год)                                                                                        | 9 вузлів (17 км/год)                                                                                        |
| Дальність плавання                                                         | 5000 миль (8000 км) на швидкості 10 вузлів (надводна) 120 миль (190 км) на швидкості 4 вузли (підводна)     | 5000 миль (8000 км) на швидкості 10 вузлів (надводна) 120 миль (190 км) на швидкості 4 вузли (підводна)     |
| Екіпаж                                                                     | 37 офіцерів та матросів                                                                                     | 37 офіцерів та матросів                                                                                     |
| Розміри                                                                    | | |
| Довжина найбільша (по КВЛ)                                                 | 62 м | 62 м |
| Ширина корпусу найб.                                                       | 4,9 м | 4,9 м |
| Середня осадка (по КВЛ)                                                    | 3,0 м | 3,0 м |
| Водотоннажність надводна                                                   | 673 тонни                                                                                                   | 673 тонни                                                                                                   |
| Водотоннажність підводна                                                   | 750 тонн | 750 тонн |
| Силова установка                                                           | | |
| Дизель-електрична: 2 × дизельних двигуни Paxman Ricardo 2 × електродвигуни | | |
| Гвинти                                                                     | 2 | 2 |
| Потужність                                                                 | 2 × 800 к.с. (дизелі) 2 × 760 к.с. (електродвигуни)                                                         | 2 × 800 к.с. (дизелі) 2 × 760 к.с. (електродвигуни)                                                         |
| Озброєння                                                                  | | |
| Торпедно- мінне озброєння                                                  | 4 × 533-мм торпедних апарати 80 торпед 4 міни                                                               | 4 × 533-мм торпедних апарати 80 торпед 4 міни                                                               |
| ППО                                                                        | 1 × 76-мм гармата QF 3-inch 20 cwt 3 зенітні кулемети                                                       | 1 × 76-мм гармата QF 3-inch 20 cwt 3 зенітні кулемети                                                       |

«Анрулі» (англ. HMS Unruly (P49) — британський військовий корабель, підводний човен типу «U», третьої серії, що перебував у складі Королівського військово-морського флоту Великої Британії за роки Другої світової війни.
«Анрулі» був закладений 19 листопада 1941 року, як P49, на верфі компанії Vickers-Armstrongs у Барроу-ін-Фернессі. 28 липня 1942 року він був спущений на воду, а 3 листопада 1942 року увійшов до складу Королівського ВМФ Великої Британії.
Підводний човен брав активну участь у бойових діях на морі в Другій світовій війні; бився в Арктиці, переважно змагався на Середземному морі, супроводжував арктичні та мальтійські конвої. За проявлену мужність та стійкість екіпажу в боях чотири рази відзначений бойовою відзнакою.

## Історія служби
Після введення до лав підводних сил Королівського флоту, «Анрулі» виконував бойові завдання у північних водах, брав участь в операціях біля узбережжя Норвегії. У березні 1943 року підводний човен перевели для подальшої служби до Середземного моря.
Під час служби в Середземному морі «Анрулі» потопив французьке торговельне судно St Lucien, італійське Valentino Coda, дванадцять вітрильних суден, у тому числі грецький Aghios Giorgios, і німецький мінний загороджувач Bulgaria, завантажений припасами та особовим складом для оборони острова Кос. Того ж дня «Анрулі» безуспішно атакував допоміжний мінний загороджувач «Драхе». За кілька днів він помітив вдруге «Драхе», але знову не зміг його потопити.
Британський човен також пошкодив італійський танкер Cesco та італійське вантажне судно Nicolo Tommaseo. Пошкоджений Nicolo Tommaseo пізніше був потоплений літаками союзників. «Анрулі» також здійснив невдалий напад на німецькі судна Erpel і Pelikan та невстановлене іспанське торгове судно.
Однією з найважливіших досягнень було затоплення італійського підводного човна «Аччайо» під час вторгнення союзників на Сицилію. Британський ПЧ атакував чотирма торпедами, принаймні одна з яких влучила в італійський підводний човен і потопила його, загинуло 46 членів екіпажу. Екіпаж «Анрулі» фактично не бачив результатів атаки, і спочатку вважав, що промахнувся, і їхня ціль втекла.
«Анрулі» пережив війну і був списаний на злам у місті Інверкітінг у лютому 1946 року.